# ガイ・エヴァンス
ガイ・エヴァンス（Guy Evans、1947年6月17日 - ）は、イングランドのドラマー、パーカッション奏者、作曲家である。彼はプログレッシブ・ロック・バンド、ヴァン・ダー・グラフ・ジェネレーターのメンバーを務めている。

## 略歴
ワーウィック大学（1965年–1968年）に在籍中、エヴァンスは「The New Economic Model」と呼ばれる学内のバンドで演奏した。バンドは主に1960年代のアメリカのソウル・ミュージックを演奏し、大学のすべてのダンスにおいて演奏し、ピンク・フロイドやザ・ムーブなどのバンドをサポートしていた。バンド史を綴った著書『Van der Graaf Generator – The Book』には、エヴァンスと残るThe New Economic Modelメンバーの写真が掲載されている。
エヴァンスは、1968年から1978年まで、そして2005年の再結成以来、ヴァン・ダー・グラフ・ジェネレーターのメンバーを務めている。
ヴァン・ダー・グラフ・ジェネレーターでの彼の仕事に加えて、エヴァンスは他のミュージシャンとも演奏しており、ロング・ハロー・プロジェクトやKグループのように、ヴァン・ダー・グラフ・ジェネレーターの他のメンバー（や元メンバー）とも頻繁に協力してきた。また、Echo Cityと呼ばれるグループと協力して、「音の遊び場 (sonic playgrounds)」という、多くの障害児のための音楽制作に使用できる屋外の建築物を建設している。エヴァンスはまた、シェイプ・アーツ（Shape Arts。芸術慈善団体）にて管理職およびワークショップのリーダーとして長年働いていた。
彼は2002年以来、Subterraneansのドラマーを務めている。

## ディスコグラフィ

### リーダー・アルバム
- The Long Hello (1974年) ※with デヴィッド・ジャクソン、ヒュー・バントン
- The Long Hello Volume Two (1981年) ※with ニック・ポッター
- The Long Hello Volume Four (1982年) ※with  Life Of Riley、デヴィッド・ジャクソン
- Gentlemen Prefer Blues (1985年) ※with デヴィッド・ジャクソン、ヒュー・バントン
- Spur of the Moment (1988年) ※with ピーター・ハミル
- The Union Chapel Concert (1997年) ※ライブ with ピーター・ハミル

### バンド・メンバー
ヴァン・ダー・グラフ・ジェネレーター
- 『エアゾール・グレイ・マシーン』 - The Aerosol Grey Machine (1969年)
- 『ザ・リースト・ウィ・キャン・ドゥ・イズ・ウェイヴ・トゥ・イーチ・アザー』 - The Least We Can Do Is Wave To Each Other (1970年)
- 『天地創造』 - H To He Who Am The Only One (1970年)
- 『ポーン・ハーツ』 - Pawn Hearts (1971年)
- 『ゴッドブラフ』 - Godbluff (1975年)
- 『スティル・ライフ』 - Still Life (1976年)
- 『ワールド・レコード』 - World Record (1976年)
- 『ザ・クワイエット・ゾーン／ザ・プレジャー・ドーム』 - The Quiet Zone / The Pleasure Dome (1977年 ヴァン・ダー・グラフ名義)
- 『ヴァイタル』 - Vital / Van Der Graaf Live (1978年 ヴァン・ダー・グラフ名義) ※ライブ
- Maida Vale / BBC (1994年)
- 『プレゼント』 - Present (2005年)
- 『リアル・タイム - ロイヤル・フェスティヴァル・ホール』 - Real Time (2007年) ※ライブ
- 『トライセクター』 - Trisector (2008年)
- Live At The Paradiso (2009年) ※ライブ
- 『違心伝新 - ア・グラウンディング・イン・ナンバーズ』 - A Grounding in Numbers (2011年)
- 『オルト』 - ALT (2012年)
- 『ドゥ・ノット・ディスターブ』 - Do Not Disturb (2016年)

Echo City
- Gramophone (1987年)
- The Sound of Music (1992年)
- Sonic Sport 1983–88 Part One (1995年)
- Loss of the Church 1997 (1997年)

Subterraneans
- Themes for Maya Deren (2004年)
- Soul Mass Transit (2006年)
- Live in Berlin (2008年)
- Eights and Rhymes (2008年)
- This Too Shall Pass (2011年)

### 参加アルバム
ピーター・ハミル
- 『フールズ・メイト』 - Fool's Mate (1971年)
- 『カメレオン・イン・ザ・シャドウ・オブ・ザ・ナイト』 - Chameleon In The Shadow Of The Night (1973年)
- 『ザ・サイレント・コーナー・アンド・ジ・エンプティ・ステージ』 - The Silent Corner And The Empty Stage (1974年)
- 『イン・カメラ』 - In Camera (1974年)
- 『ネイディアーズ・ビッグ・チャンス』 - Nadir's Big Chance (1975年)
- 『オーヴァー』 - Over (1977年)
- 『シッティング・ターゲッツ』 - Sitting Targets (1981年)
- Enter K (1982年)
- Patience (1983年)
- 『ザ・マージン／ライヴ』 - The Margin (1985年)
- 『スキン』 - Skin (1986年)

Charlie and The Wide Boys
- Gilly I Do (1974年) ※EP
- Great Country Rockers (1976年)

Footsbarn Present's
- The Circus Tosov (1980年)

マザー・ゴング
- Robot Woman (1982年)
- Rober Woman 2 (1982年)
- Glastonbury '79–'81 (2005年)

Amon Düül UK
- Meetings With Menmachines Inglorious Heroes of the Past... (1983年)[3]
- Die Lösung (1989年)
- Fool Moon (1989年)[4]

ナイジェル・マズリン・ジョーンズ
- Breaking Cover (1982年)
- Angels Over Water (1993年)
- Behind the Stone (2002年)

ピーター・ブレグヴァド:
- Knights Like This (1985年)

Frank Tovey
- Snakes And Ladders (1986年)

沢井一恵:
- 『目と目』 - Eye To Eye (1987年)

アンソニー・フィリップス & ハリー・ウィリアムソン
- Tarka (1988年)